# Fejérdy András
Fejérdy András (Budapest, 1977. március 6.-) magyar történész, a Bölcsészettudományi Kutatóközpont Történelemtudományi Intézetének tudományos főmunkatársa, igazgatóhelyettese. Fő kutatási területe a A 19–20. századi Magyarország vallási és felekezeti viszonya, valamint az Apostoli Szentszék közép- és kelet-európai kapcsolatainak története, illetve a magyar (katolikus) egyház- és művelődéstörténete a 19–20. században.

## Élete
Egyetemi tanulmányait az Eötvös Loránd Tudományegyetemen végezte el, történelem szakon 2002-ben szerzett diplomát, majd ugyanott 2003-ban latin szakon végzett. 
Ezzel párhuzamosan Rómában a Pontificia Università Gregoriana Storia ecclesiastica licenciát szerzett. 
2008-ban a Pázmány Péter Katolikus Egyetem Hittudományi Karán teológus szakon végzett. Phd-ját Eötvös Loránd Tudományegyetemen 2010-ben szerezte, témája Magyarország és a II. Vatikáni Zsinat volt. 
Pázmány Péter Katolikus Egyetem Bölcsészet- és Társadalomtudományi Karán 2017-ben habilitált. Témája az 1822. évi magyar nemzeti zsinat volt.

### Munkahelyei, beosztásai
- Transcom Hungary Kft. (2006–2007) német nyelvű Web center operátor
- MTA Történettudományi Intézete (2007–2011): fiatal kutató (2007–2009), tudományos segédmunkatárs (2009–2011)
- MTA BTK Történettudományi Intézet (2012–): tudományos munkatárs (2012–2018), tudományos titkár (2018), tudományos főmunkatárs, igazgatóhelyettes (2019–)
- Balassi Intézet – Római Magyar Akadémia (2011–2015) tudományos titkár
- Pázmány Péter Katolikus Egyetem Bölcsészet és Társadalomtudományi Kar, tudományos főmunkatárs (2015–2018), egyetemi docens (2018–)

### Díjai, kitüntetései, ösztöndíjai

#### Díjai, kitüntetései
- Young Researcher Award of the Visegrad Group Academies (2008)

#### Ösztöndíjak
- A XX. Század Intézet 12 hónapos kutatási ösztöndíja (Budapest, 2000)
- A Faludi Ferenc Akadémia 6 hónapos tudományos ösztöndíja (Róma, 2003)
- A Mindszenty Társaság 12 hónapos kutatási ösztöndíja (Budapest, 2005)
- A Magyar Ösztöndíj Bizottság 3 hónapost kutatási ösztöndíja (Róma, 2006)
- Klebesberg Kunó ösztöndíj, 1 hónap (Róma, 2008)

## Tudományos munkája
Elsődleges kutatási területe a 20. századi magyar egyháztörténet, a 19–20. századi Magyarország vallási és felekezeti viszonya, az Apostoli Szentszék közép- és kelet-európai kapcsolatainak története valamint a  magyar (katolikus) egyház- és művelődéstörténet a 19–20. században.
Kutatási területei: 
- A katolikus egyház zsinatai és nagygyűlései Magyarországon (OTKA 83 779)
- Magyarországi tudósok levelezése (OTKA 48 976)
- A vatikáni Ostpolitik és Magyarország: szentszéki stratégiák Közép-Európában 1944–1964 között (NKFIH FK-135762, vezető kutató)

## Scientometriás adatok
- Közlemények száma: 178
- Idézettség: 448 (független: 441)
- Hirsch-index: 10